# Diana Muldaur
Diana Muldaur (nascuda el 19 d'agost de 1938) és una actriu de cinema i televisió estatunidenca. Els papers televisius de Muldaur inclouen Rosalind Shays a L.A. Law i la Dra. Katherine Pulaski a la segona temporada de Star Trek: La nova generació. Va aparèixer en dos episodis de Star Trek: La sèrie original a finals dels anys seixanta, interpretant diferents papers (les doctores Miranda Jones i Ann Mulhall). Ha estat nominada a un Emmy dues vegades, com a actriu secundària a  L.A. Law el 1990 i 1991.
Nascuda a Brooklyn, Nova York, i criada a l'illa de Martha's Vineyard, a Massachusetts, Muldaur va començar a actuar a l'institut i va continuar a la universitat, graduant-se al Sweet Briar College de Virgínia el 1960. Va estudiar interpretació amb Stella Adler i es va fer un nom als escenaris de Nova York. En un moment donat va ser membre de la junta del Sindicat d'Actors de Cinema i va ser la primera dona a exercir com a presidenta de l'Acadèmia d'Arts i Ciències de la Televisió (1983–1985).

## Inici de la seva carrera
El 1965, Muldaur va aconseguir el paper d'Ann Wicker a la telenovel·la de la CBS The Secret Storm. Després va fer un arc de cinc episodis com a Jeannie Orloff a la temporada final del drama mèdic de Richard Chamberlain per a la NBC Dr. Kildare. Va seguir diversos papers com a estrella convidada en episodis de nombrosos programes de televisió, incloent-hi Bonanza, I Spy, The Courtship of Eddie's Father, The Invaders, Mannix, Mod Squad, Hawaii Five-O, The F.B.I., The Virginian, un arc de dos episodis del drama de Ben Gazzara Run for Your Life, i com a estrella convidada el 1975 a S.W.A.T. interpretant Kate Darby a l'episodi "Terror Ship".
Les col·laboracions entre Muldaur i Burt Reynolds van començar quan Muldaur va aparèixer en un episodi de Hawk (1966), un procediment setmanal amb Reynolds en el paper principal. Posteriorment, van ser estrelles convidades en un episodi de la tercera temporada de The F.B.I. (1968), i Muldaur va ser estrella convidada en un episodi de la sèrie de Reynolds Dan August (1970).
El 1967, Muldaur va ser estrella convidada a l'episodi de Gunsmoke "Fandango" amb James Arness. Un fragment del diàleg d'aquell episodi es va samplejar a l'àlbum de Pink Floyd The Wall, després de "Hey You" i abans de la breu cançó "Is There Anybody Out There?"
El 1968, va aparèixer als episodis de la sèrie original de Star Trek "Retorn al demà" com a astrobiòloga Tinent Comandant/Dra. Ann Mulhall, i a "No hi ha bellesa sense veritat!" com a psicòloga Dra. Miranda Jones. Durant aquest temps, va formar una amistat amb el creador Gene Roddenberry que el va portar a escollir Muldaur com a Marg a la pel·lícula de televisió Planet Earth (1974) amb John Saxon. Més tard, va aparèixer com la Dra. Katherine Pulaski en 20 episodis de la segona temporada de Star Trek: La nova generació (1988–1989).
El primer paper important de Muldaur va ser com a Belle a la sèrie de màxima audiència de l'ABC Harold Robbins' The Survivors (1970). La telenovel·la, pensada com un vehicle de retorn per a l'estrella de Hollywood Lana Turner, va ser cancel·lada a principis de la temporada televisiva de 1970 després de 15 episodis.

## Papers secundaris en pel·lícules
Després de la cancel·lació de The Survivors, Muldaur va acceptar diversos papers secundaris en pel·lícules, incloent-hi El nedador (1968) amb Burt Lancaster, la pel·lícula de futbol Number One (1969) i el thriller psicològic The Other (1972) amb Uta Hagen. També va aparèixer a L'advocat (1970) de Sidney J. Furie, One More Train to Rob (1971) amb George Peppard i el drama criminal de John Wayne, McQ (1974).
Muldaur va aparèixer al thriller apocalíptic coral Chosen Survivors (1974) amb Jackie Cooper, Richard Jaeckel i Barbara Babcock. El 1977, va interpretar Elaine Mati, l'esposa preocupada del metge mentalment inestable Telly Savalas a la pel·lícula independent Beyond Reason.

## Altres papers com a estrella convidada a la televisió
El 1967, Muldaur va ser estrella convidada a l'episodi "Coffin for a Clown" de Mannix. El 1971, va aparèixer com a Rachel Bonham a The Men From Shiloh (nom rebatejat per al western televisiu The Virginian) a l'episodi titulat "The Politician". Muldaur va ser estrella convidada en un episodi de la primera temporada dAlias Smith and Jones, i "The Great Shell Game" el 1971. A la segona temporada de Kung Fu el 1973, al costat de David Carradine, va ser estrella convidada a l'episodi "The Elixir" interpretant una dona d'un espectacle itinerant que anhelava la llibertat dels homes —d'actualitat en aquell moment— i va protagonitzar l'episodi pilot de Els àngels de Charlie. En un episodi de Hawaii Five-O del 1972, va ser estrella convidada juntament amb Ricardo Montalbán.
Va tenir un paper recurrent com a jutgessa Eleanor Hooper a The Tony Randall Show durant la temporada 1976-1978 de la sèrie, i va ser estrella convidada a la segona temporada de Fantasy Island. Muldaur va ser estrella convidada a The Incredible Hulk, interpretant el paper d'Helen Banner, la germana de David Banner, a l'episodi de la tercera temporada "Homecoming" el novembre de 1979. El 1981, va interpretar una monja a l'episodi de la cinquena temporada "Sanctuary".
El 1975, va fer una aparició com a convidada en un episodi de The Rockford Files com a la Sra. Bannister, una dona casada que té una aventura amb un excompany de cel·la del personatge principal de la sèrie. Durant aquest temps, Muldaur també va aparèixer a Police Woman, Quincy M.E., The Streets of San Francisco, The Love Boat, The Hardy Boys/Nancy Drew Mysteries, i Hart to Hart, entre d'altres. Va aparèixer a la primera temporada de S'ha escrit un crim d'Angela Lansbury.

## Papers recurrents a la televisió

### Dècades dels 70 i 80
Muldaur va tenir un paper recurrent a la sèrie de misteri de set temporades de Dennis Weaver McCloud com a Chris Coughlin, l'interès amorós de McCloud. El seu personatge va ser presentat a l'episodi pilot del 1970, i va fer la seva última de les 16 aparicions a l'abril del 1977. Va repetir el seu paper de Chris per a la pel·lícula de reunió del 1989 The Return of Sam McCloud.
Muldaur va ser escollida com a conservacionista Joy Adamson al drama televisiu Born Free sobre Elsa la lleona. El rodatge d'aquest ambiciós projecte, coprotagonitzat per Gary Collins, va tenir lloc a Kenya, i la sèrie de la NBC, que es va estrenar a la tardor de 1974, va durar una temporada. Entre les estrelles convidades de Born Free hi havia diverses de les futures coprotagonistes de Muldaur, com ara Alex Cord (Chosen Survivors) i Susan Dey (L.A. Law).
El 1979, Muldaur va protagonitzar amb David Huddleston la comèdia de situació de la NBC de curta durada Hizzonner, que només va durar set episodis i va coprotagonitzar Kathy Cronkite, filla del presentador de notícies Walter Cronkite. Va interpretar la secretària de l'alcalde, Ginny.
Primer una minisèrie guanyadora d'un Emmy i després un drama setmanal, A Year in the Life va ser un èxit de crítica per a la NBC, amb un repartiment que incloïa Richard Kiley i Sarah Jessica Parker. Com a Dra. Alice Foley, Muldaur va elogiar la sèrie com un exemple de com la televisió s'estava tornant més realista amb les dones.

### Star Trek: La nova generació
Muldaur és coneguda per interpretar "personatges dignes i sofisticats". Gene Roddenberry ja coneixia Muldaur des de la seva aparició a la segona temporada a l'episodi de Star Trek, "Retorn al demà", i més tard en una aparició a la tercera temporada a "No hi ha bellesa sense veritat!". Posteriorment la va escollir per a la seva pel·lícula de televisió de 1973 Planet Earth. En conseqüència, per a la segona temporada de Star Trek: La nova generació, Roddenberry la va escollir específicament per substituir la sortint Gates McFadden (que va ser acomiadada per insistència del productor de la primera temporada de la sèrie, Maurice Hurley). Muldaur va ser escollida per interpretar el paper de la Dra. Katherine Pulaski, la nova directora mèdica. "Necessitàvem algú amb una mica més d'avantguarda", va explicar Rick Berman sobre l'elecció. "Kate és una dona forta i segura de si mateixa amb fortes agalles que pot defensar-se davant del capità Picard. La seva relació no és tan diferent de la que hi havia entre Kirk i McCoy... tot i que des del principi no teníem cap intenció d'intentar duplicar l'equip original."
Muldaur va dir després del seu càsting
| « | No havia mantingut el contacte amb en Gene al llarg dels anys. Només havia fet un pilot seu, Planet Earth, el 1974, així que aquesta trucada va ser totalment inesperada. M'encanta tornar a estar a Star Trek. És un repte, però un repte saludable. Trobo molta televisió depriment, fins i tot les sitcoms. Les possibilitats que les sèries funcionin i siguin divertides o significatives són molt escasses, però aquesta sèrie és molt emocionant. Té una visió tan edificant de la humanitat al segle XXIV. Volen el vell doctor astut, així que bàsicament sóc una dona, la Dra. McCoy. | » |

Sobre la disposició de Pulaski a plantar cara al capità, Muldaur va dir
| « | Hem estat en una relació força tempestuosa a causa de dues personalitats molt fortes, però acabem admirant-nos mútuament. També li estic donant molta por a Brent Spiner (com l'androide, Data), tractant-lo com una màquina total, perquè així és com el veig, una màquina que no puc tractar i amb la qual no em relaciono. Però també començo a veure el meravellós androide que és. | » |

Alguns crítics de televisió van elogiar l'actuació de Muldaur, i un d'ells va destacar la seva "calidesa irònica i sense embuts que combina bé amb alguns dels habituals més glaçats". L'addició de Muldaur, juntament amb Whoopi Goldberg, també va servir per compensar l'absència de dones del repartiment principal, ja que la marxa de McFadden i Denise Crosby havia deixat només Marina Sirtis, una ràpida pèrdua de dones que recordava el desequilibri de la sèrie original de "Star Trek".
En última instància, Muldaur va trobar que treballar a la sèrie sindicada va ser una experiència "infeliç", dient: "La imaginació i l'alegria no hi eren". "Tothom anava a la seva. No crec que estiguessin contents de tenir-me allà". "No era el que esperava. Vaig pensar que seria meravellosament inventiu i meravellosament creatiu, i vaig descobrir que no era cap d'aquestes coses, però em va donar trekkies. M'encanten els trekkie. Els trobo molt estimats."
El personatge també va resultar impopular entre alguns fans, que entre altres coses van trobar que el seu tracte amb l'adorable androide Data era malintencionat. Muldaur va deixar la sèrie després d'una temporada. Els representants de la sèrie van negar que l'haguessin acomiadat, dient: "Tècnicament, simplement no tornarà", mentre que altres fonts van dir que la seva opció no s'havia renovat. Roddenberry va descriure Muldaur com "una actriu molt talentosa" i va dir que la decisió "de deixar-la anar es va prendre únicament perquè la química esperada entre ella i la resta del repartiment de la nau espacial no es va desenvolupar". Berman va afegir: "La idea de tornar a portar Gates va ser una bona idea per a nosaltres. La sensació era que potser havíem comès un error, i la millor manera de solucionar-ho era tornar-la a portar". La "porta giratòria" i les oportunitats limitades per a l'equip femení van portar els crítics a suggerir que la sèrie, majoritàriament masculina, encara tenia un problema amb les dones.

### L.A. Law
Posteriorment, Muldaur va obtenir dues nominacions als Emmy pel seu paper com a advocada Rosalind Shays a L.A. Law. Sobre la creació de Roz, del prolífic guionista de televisió David E. Kelley, Muldaur va dir:
| « | No la pensàvem com una noia malvada en aquell moment. No crec que sabessin, i no crec que jo sabés, en què anava a evolucionar. Òbviament, volien que remenés les coses a l'oficina. No crec que entenguessin del tot com anava a remenar les coses a Amèrica... La part més difícil és haver de preparar-se per interpretar-la perquè algunes de les coses que fa són tan horribles. Jo només dic: "Oh, no, no poden permetre que faci això". Si fos un home fent el mateix, ningú no parpellejaria. De fet, ni tan sols seria una bona còpia. Passa cada dia. És que una dona fa... coses que un home ha fet des de sempre. | » |

En un episodi del drama de Stephen Bochco, el personatge de Jill Eikenberry, Ann Kelsey, li diu a Shays: "Si fossis un home, t'aplaudirien pels teus èxits". Muldaur va insistir que el seu personatge "era massa fort per a molts homes".
Muldaur va descriure els actors de L.A. Law com "la família més propera", i va dir que estava "emocionada" d'interpretar una vilana com Shays després d'interpretar "l'amant de tothom durant 20 anys", i va expressar la seva fascinació per la recepció pública de Shays:
| « | No és el meu tipus de dona. Sovint llegeixo un guió i em quedo horroritzada. No puc creure que em facin fer aquestes coses. Trobo molt poca cosa que m'agradi d'ella. Però estic sorprès per la reacció de la gent. Diuen: "Sí! Rosalind!". Moltes dones s'acosten a mi i em diuen: "Tant de bo hagués pogut dir alguna cosa així quan tal i tal em va dir tal i tal cosa". Penso: "Quina cosa tan terrible voler fer", però ho diuen de veritat. No crec que ningú se n'hagués adonat realment si hagués estat un home. Haurien dit: "És un maldecap" o alguna cosa així, però no haurien dubtat de la seva paraula ni un segon. Ara faig algunes coses que m'horroritzen, però si Leland hagués fet el mateix, ningú reaccionaria com ells ara. | » |

L'escena sorpresa en què es veu Roz i Leland al llit junts va ser classificada com el 38è millor moment de la televisió en un número de la revista "EGG". Igualment espectacular va ser la fatal sortida de Roz del programa, caient pel forat d'ascensor. Muldaur va bromejar: "Vaig quedar tan sorpresa com tothom. Vaig pensar que potser havia demanat massa diners!"
Jill Eikenberry, que va interpretar Ann Kelsey a L.A. Law, va dir a E! True Hollywood Story que a tot el repartiment de L.A. Law li va encantar la dinàmica entre Muldaur i Richard Dysart, i que tots estaven molt tristos de veure Muldaur deixar la sèrie.

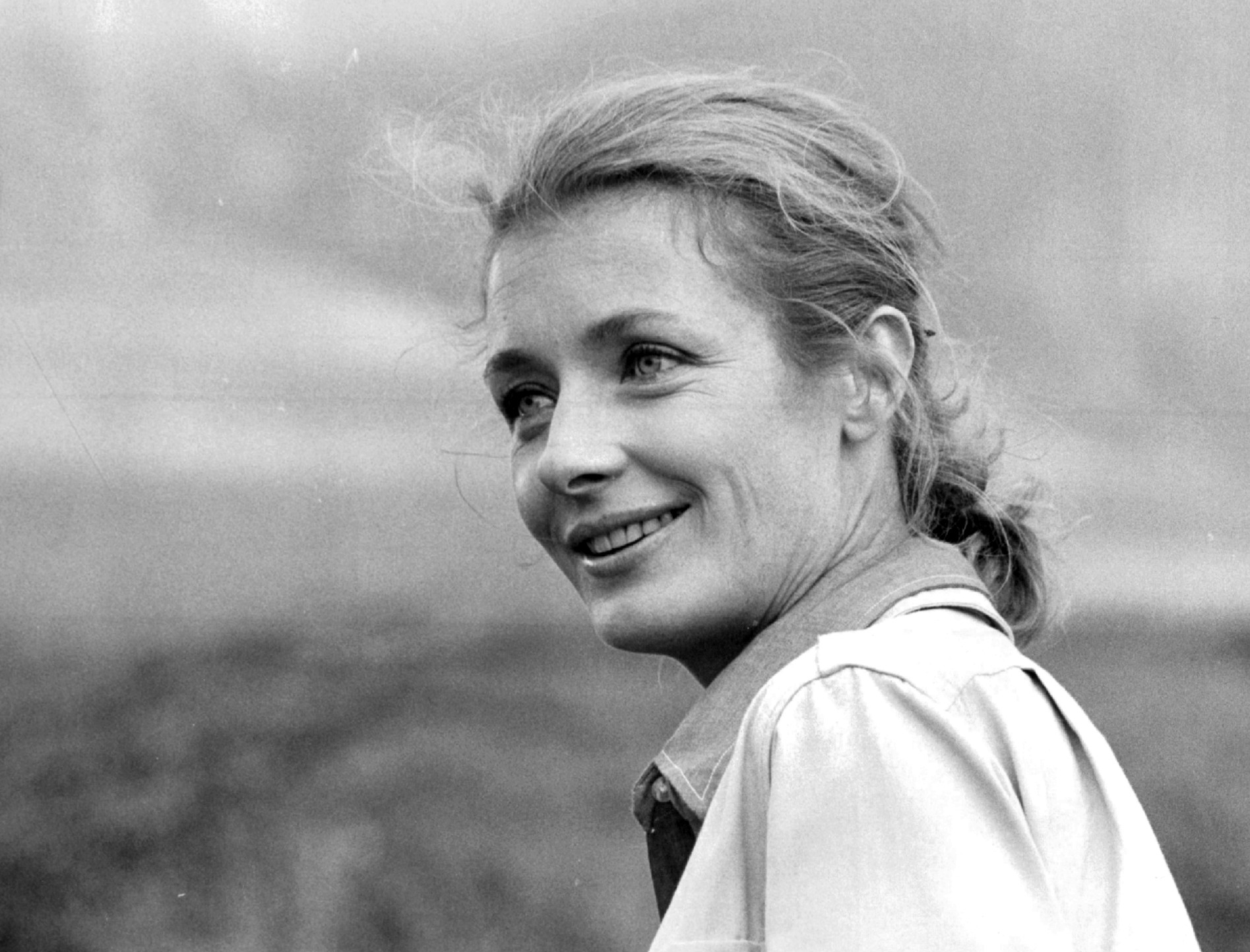
Muldaur a "Born Free" (1974)

### Altres sèries de televisió
El 1975, Muldaur va aparèixer en un episodi de la primera temporada de The Rockford Files. El 1977, va ser estrella convidada al segon episodi ("Mirror Image") de la sèrie d'espionatge de curta durada de la CBS Hunter. A principis de 1979, va ser estrella convidada al segon episodi ("Dewey and Harold and Sarah and Maggie") de la sèrie antològica de la NBC $weepstake$. A principis de la dècada de 1990, també va ser estrella convidada en dos episodis de Matlock, així com en Empty Nest amb Richard Mulligan i al pilot de Hearts Are Wild d'Aaron Spelling. Muldaur va posar la veu a la Dra. Leslie Thompkins a Batman: La sèrie animada de 1992 a 1994.

## Telefilms
El 1973, Muldaur va coprotagonitzar la pel·lícula de televisió Call to Danger com a Carrie Donovon, una investigadora del Departament de Justícia. El 1974, Muldaur va protagonitzar la presentació de The Wonderful World of Disney de Hog Wild! amb John Ericson i Kim Richards per a la NBC. El 1979, va protagonitzar la versió cinematogràfica per a televisió de The Miracle Worker en què va interpretar el paper de Katie Keller, la mare de Helen Keller. La pel·lícula de la NBC va estar protagonitzada per Melissa Gilbert i Patty Duke Astin.
En un intent de capitalitzar el superestrellat internacional de Burt Reynolds, l'actuació de Muldaur a l'episodi pilot de la sèrie policíaca de Reynolds-Norman Fell, Dan August (1970–1971) va ser editada juntament amb un episodi posterior i reeditada com a Pel·lícula de la Setmana de l'ABC de 1980 titulada Dan August: The Jealousy Factor.
El 1991, Muldaur va interpretar Lauren Jeffreys, la clienta principal de Perry Mason (Raymond Burr) a la pel·lícula de televisió de la NBC Perry Mason and the Case of the Fatal Fashion. Muldaur havia treballat anteriorment amb Burr com a estrella convidada a la sèrie de detectius Ironside (1971) i a la seva sèrie de curta durada Kingston: Confidential (1977).
Altres telefilms seus foren la minisèrie "Black Beauty" (1977), "Pine Canyon is Burning" (1977), "Maneaters Are Loose!" (1978), "The Word" (1978) i la pel·lícula de dues hores de Joseph Wambaugh "Police Story: A Cry for Justice" (1978) amb Dennis Weaver i Larry Hagman. Muldaur va fer equip amb The Smothers Brothers per a Terror at Alcatraz (1982) i va tenir unes actuacions dramàtiques importants a Murder in Three Acts" (1986) amb Peter Ustinov i Locked Up: A Mother's Rage" (1991) amb Jean Smart i Angela Bassett.

## Vida personal
Muldaur es va graduar el Sweet Briar College el 1960, una petita universitat privada d'arts liberals per a dones al centre de Virgínia. És la germana gran del cantautor Geoff Muldaur, que és l'exmarit de la cantant Maria Muldaur. També és la tieta de la cantautora Jenni Muldaur i de la cantautora  Clare Muldaur-Manchon. Va viure a Los Angeles del 1970 al 1991. Muldaur va estar casada amb l'actor James Vickery, el seu company de repartiment a "The Secret Storm", fins a la seva mort de càncer el 1979. Després es va casar amb l'escriptor i productor Robert Dozier (fill del productor William Dozier), que va morir de càncer de pròstata el 2012. Muldaur és una antiga criadora i propietària d'Airedale Terrier. En un moment donat, Muldaur va contemplar un lifting facial, i va comentar l'any 2000, als 61 anys: "No veus molta gent de la meva edat a la televisió", però finalment va decidir no fer-ho, comentant: "Algú ha de semblar de l'edat adequada". La seva ambició declarada és "interpretar tots els grans papers femenins... M'encantaria interpretar Lady Macbeth."

## Filmografia selecta
| Títol                      | Any  | Paper            | Notes    | Refs          |
| -------------------------- | ---- | ---------------- | -------- | ------------- |
| El nedador                 | 1968 | Cynthia          |          |               |
| Number One                 | 1969 | Ann Marley       |          |               |
| L'advocat                  | 1970 | Ruth Petrocelli  |          |               |
| One More Train to Rob      | 1971 | Katy             |          |               |
| The Other                  | 1972 | Alexandra        |          |               |
| McQ                        | 1974 | Lois             |          |               |
| Planet Earth               | 1974 | Marg             | Telefilm |               |
| Chosen Survivors           | 1974 | Alana Fitzgerald |          |               |
| Pine Canyon is Burning     | 1977 | Sandra           | Telefilm |               |
| Beyond Reason              | 1985 | Elaine           |          |               |
| Murder in Three Acts       | 1986 | Angela Stafford  | Telefilm |               |
| Locked Up: A Mother's Rage | 1991 | Frances          | Telefilm |               |
| Finding Hannah             | 2022 | Anat Bergman     |          | [ 24 ] [ 25 ] |

## Televisió
| Any       | Títol                                      | Paper                                     | Notes |
| --------- | ------------------------------------------ | ----------------------------------------- | --- |
| 1963      | The Doctors                                | Carol Carter, Ann Carwell                 | 2 episodis: "Twice Born", "The Sacred Disease" |
| 1964      | The DuPont Show of the Week                | Dorothy                                   | Episodi: "Ambassador at Large" |
| 1964      | Mr. Broadway                               | Receptionist                              | Episodi: "Don't Mention My Name in Sheboygan" |
| 1965      | For the People                             | The Woman                                 | Episodi: "Seized, Confined and Detained" |
| 1966      | Dr. Kildare                                | Jeannie Orloff                            | 5 episodis: "The Encroachment", "A Patient Lost", "What Happened to All the Sunshine and Roses?", "The Taste of Crow", "Out of a Concrete Tower" |
| 1966      | Hawk                                       | Laura Case                                | Episodi: "The Man Who Owned Everyone" |
| 1966      | T.H.E. Cat                                 | Lilah Hadis                               | Episodi: "None to Weep, None to Mourn" |
| 1966      | New York Television Theatre                |                                           | Episodi: "The Dark Lady of the Sonnets" |
| 1967      | Gunsmoke                                   | Laurel Tyson                              | Episodi: "Fandango" |
| 1967      | Judd, for the Defense                      | Gloria Morton                             | Episodi: "The Money Farm" |
| 1967      | Run for Your Life                          | Dr. Jean Winters                          | Episodi: "Cry Hard, Cry Fast |
| 1968      | I Spy                                      | Sally                                     | Episodi: "This Guy Smith" |
| 1968      | The Invaders                               | Claire                                    | Episodi: "The Life Seekers" |
| 1968      | The Outcasts                               | Peg Skinner                               | Episodi: "A Ride to Vengeance" |
| 1968      | Bonanza                                    | Mary Roman                                | Episodi: "The Passing of a King" |
| 1968      | Star Trek                                  | Ann Mulhall / Thalassa, Dr. Miranda Jones | 2 episodis: "Retorn al demà", "No hi ha bellesa sense veritat!" |
| 1968      | The Felony Squad                           | Margaret Collins                          | Episodi: "The Distant Shore" |
| 1969      | The Courtship of Eddie's Father            | Lynn Bardman                              | Episodi: "And Eddie Makes Three" |
| 1969      | The Survivors                              | Belle                                     | 10 episodis: "Chapter Two", "Chapter Four", "Chapter Five", "Chapter Seven", "Chapter Eight", "Chapter Nine", "Chapter Ten", "Chapter Eleven", "Chapter Twelve", "Chapter Thirteen" |
| 1970      | The Mod Squad                              | Claire Tragis                             | Episodi: "The Loser" |
| 1970      | Dan Oakland                                | Elizabeth                                 | Episodi: "Murder by Proxy" |
| 1967-1971 | The Virginian                              | Laura Messinger, Rachel Bonham            | 2 episodis: "The Masquerade", "The Politician" |
| 1971      | Alias Smith and Jones                      | Grace Turner                              | Episodi: "The Great Shell Game" |
| 1971      | The Name of the Game                       | Terry Lanson                              | Episodi: "Beware of the Watchdog" |
| 1971      | Marcus Welby, M.D.                         | Ann Rolf                                  | Episodi: "Tender Comrade" |
| 1971      | Ironside                                   | Capitana Pauline Daniels                  | Episodi: "Good Samaritan" |
| 1968-1972 | The F.B.I.                                 | Irene Davis, Irene Devers                 | 2 episodis: "Act of Violence", "Escape to Nowhere" |
| 1970-1972 | Hawaii Five-O                              | Cathy Wallis, Angela Storey               | 2 episodis: "Time and Memories", "Death Wish on Tantalus Mountain" |
| 1972      | Medical Center                             | Dr. Harper                                | Episodi: "Doctor and Mr. Harper" |
| 1972      | Banyon                                     | Paula Vander                              | Episodi: "Dead End" |
| 1972      | The Bold Ones: The New Doctors             | Ann Dahms                                 | Episodi: "The Velvet Prison" |
| 1973      | Hec Ramsey                                 | Rose Ryan, Miss Savannah                  | Episodi: "Mystery of the Yellow Rose" |
| 1973      | Call to Danger                             | Carrie Donovan                            | Telefilm |
| 1973      | Search                                     | Sheila                                    | Episodi: "Ends of the Earth" |
| 1972-1973 | Owen Marshall, Counselor at Law            | Gloria Shields, Janet                     | 2 episodis: "Charlie Gave Me Your Number", "A Lesson in Loving" |
| 1973      | Ordeal                                     | Kay Damian                                | Telefilm |
| 1973      | The ABC Afternoon Playbreak                |                                           | Episodi: "A Special Act of Love" |
| 1967-1973 | Mannix                                     | Fran Webber Leslie Carlson Jan Holloway   | 3 episodis: "Coffin for a Clown", "A Gathering of Ghosts", "Cry Danger" |
| 1973      | Kung Fu                                    | Theodora                                  | Episodi: "The Elixir" |
| 1974      | Hog Wild                                   | Martha Melborne                           | Telefilm |
| 1974      | Disneyland                                 | Martha Melborne                           | Episodi: "Hog Wild |
| 1974      | Cannon                                     | Ava Brannigan                             | Episodi: "Blood Money" |
| 1974      | Planet Earth                               | Marg                                      | Telefilm |
| 1974      | Born Free                                  | Joy Adamson                               | Paper principal (13 episodis) |
| 1975      | The Rockford Files                         | Linda Bannister                           | Episodi: "Charlie Harris at Large" |
| 1975      | Caribe                                     | Laura Springman                           | Episodi: "Counterfeit Killer" |
| 1975      | S.W.A.T.                                   | Kate Darby                                | Episodi: "Terror Ship" |
| 1976      | Ellery Queen                               | Paulette Sherman                          | Episodi: "The Adventure of the Judas Tree" |
| 1976      | Bicentennial Minutes                       | Ella- Narradora                           | 1 episodi |
| 1976      | Els àngels de Charlie                      | Rachel LeMaire                            | Episodi: "Charlie's Angels" |
| 1977      | Police Woman                               | Helen Murphy                              | Episodi: "Solitaire" |
| 1977      | Hunter                                     | Frieda Scott                              | Episodi: "Mirror Image" |
| 1977      | Kingston: Confidential                     | Eileen Partridge                          | Episodi: "Triple Exposure" |
| 1970-1977 | McCloud                                    | Chris Coughlin                            | 15 episodis: "Portrait of a Dead Girl", "Who Says You Can't Make Friends in New York City?", "Horse Stealing on Fifth Avenue", "The Disposal Man", "A Little Plot at Tranquil Valley", "Give My Regrets to Broadway", "The New Mexican Connection", "The Park Avenue Rustlers", "The Million Dollar Round Up", "Return to the Alamo", "Fire!", "Three Guns for New York", "'Twas the Fight Before Christmas...", "London Bridges", "McCloud Meets Dracula" |
| 1977      | The Streets of San Francisco               | Judith Winters                            | Episodi: "Dead Lift" |
| 1977      | Pine Canyon is Burning                     | Sandra                                    | Telefilm |
| 1977      | The Deadly Triangle                        | Edith Cole                                | Telefilm |
| 1977      | Rosetti and Ryan                           | Elaine                                    | Episodi: "Everybody Into the Pool" |
| 1978      | Lucan                                      | Carol Damaree                             | Episodi: "How Do You Run Forever?" |
| 1976-1978 | The Tony Randall Show                      | Judge Eleanor Hooper                      | 6 episodis: "His Honor vs. Her Honor", "Franklin in Love", "The Hooper Affair", "Dream Maker", "Love vs. Excitement", "Philadelphia Triangle" |
| 1978      | The Hardy Boys/Nancy Drew Mysteries        | Leta Manheim                              | Episodi: "Sole Survivor" |
| 1978      | Carter Country                             | Ms. Barrington                            | Episodi: "Roy Pays His Taxes" |
| 1978      | To Kill a Cop                              | Florence                                  | Telefilm |
| 1978      | Maneaters Are Loose!                       | May Purcell                               | Telefilm |
| 1968-1978 | Insight                                    | Betty, Stella, Mrs. Gleason, Julie Sears  | 4 episodis: "The 34th Hour", "The Day God Died", "I'm Gonna Be Free", "It Can't Happen to Me" |
| 1978      | The Word                                   | Claire Randall                            | 4 episodis: "Part I", "Part II", "Part III", "Part IV" |
| 1979      | Fantasy Island                             | Mrs. Castle                               | Episodi: "Photographs/Royal Flush" |
| 1979      | Sweepstakes                                | Melinda                                   | Episodi: "Dewey and Harold and Sarah and Maggie" |
| 1979      | The Love Boat                              | Laura Akers                               | Episodi: "Best of Friends/Aftermath/Dream Boat" |
| 1977-1979 | Police Story                               | Margaret Wilson, Jessica Bentley          | 2 episodis: "Trigger Point", "A Cry for Justice" |
| 1979      | Hizzonner                                  | Ginny Linden                              | 7 episodis: "Daughter on 10th Avenue", "Mizzonner", "Nails Gets Kidnapped", "Tea and Synthesizers", "The Book Story", "Mr. Perfect", "The Election Story" |
| 1979      | Black Beauty                               | Elizabeth                                 | Episodi: "#1.4" |
| 1979      | The Miracle Worker                         | Kate Keller                               | Telefilm |
| 1980      | B.J. and the Bear                          | Dr. Nivens                                | Episodi: "Bear Bondage" |
| 1980      | The Return of Frank Cannon                 | Sally Bingham                             | Telefilm |
| 1979-1981 | The Incredible Hulk                        | Helen Banner, Sister Anita                | 2 episodis: "Homecoming", "Sanctuary" |
| 1981      | Fitz and Bones                             | Terri Seymour                             | 4 episodis: "Terror at Newsline 3", "Blue Pigeon Blues", "To Kill a Ghost", "A Difficult Lesson" |
| 1980-1981 | Quincy M.E.                                | Dr. Janet Carlyle                         | 2 episodis: "Deadly Arena", "Slow Boat to Madness" |
| 1982      | Terror at Alcatraz                         | Terri Seymour                             | Telefilm |
| 1983-1984 | Hart to Hart                               | Claire Beaumond, Janet                    | 2 episodis: "Harts on the Scent", "Harts on the Run" |
| 1984      | The Master                                 | Maggie Sinclair                           | Episodi: "Juggernaut" |
| 1985      | S'ha escrit un crim                        | Alexis Post                               | Episodi: "Footnote to Murder" |
| 1986      | Murder in Three Acts                       | Angela Stafford                           | Telefilm |
| 1986      | A Year in the Life                         | Dr. Alice Foley                           | 2 episodis: "Springtime/Autumn", "Christmas '86" |
| 1987-1988 | A Year in the Life                         | Dr. Alice Foley                           | 7 episodis: "Don't I Know You from Somewhere?", "What Do You Think Love Is?", "What Do People Do All Day?", "Goodbye to All That", "The Go-Between", "The Politics of Being", "Love Mother" |
| 1988      | Hour Magazine                              | Self                                      | |
| 1988-1989 | Star Trek: La nova generació               | Doctora Katherine Pulaski                 | 20 episodis: "El nen", "Una estada en el silenci", "Elemental, estimat Data", "Com una remor", "L'esquizoide", "Selecció antinatural", "Qüestió d'honor", "La mesura humana", "La princesa", "Contagi", "El Royal", "Temps al quadrat", "El factor Ícar", "Amics a distància", "Samaritans entrampats", "Reproducció clonal", "Nimfomania", "L'emissària", "Màxim rendiment", "Ombres argentades" |
| 1989      | The Return of Sam McCloud                  | Chris Coughlin                            | Telefilm |
| 1991      | Matlock                                    | Jutge Diana Levin                         | Episodi: "The Trial" |
| 1989-1991 | L.A. Law                                   | Rosalind Shays                            | 24 episodis: "One Rat, One Ranger", "Lie Down and Deliver", "The Good Human Bar", "Noah's Bark", "The Pay's Lousy, But the Tips Are Great", "True Brit", "On Your Honour", "Whatever Happened to Hannah?", "Ex-Wives and Videotape", "Blood, Sweat and Fears", "Bound for Glory", "Justice Swerved", "Watts a Matter?", "Bang...Zoom...Zap", "Forgive Me Father, for I Have Sued", "Outward Bound", "The Bitch Is Back", "Happy Trails", "Lie Harder", "God Rest Ye Murray Gentleman", "Pump It Up", "He's a Crowd", "The Beverly Hills Hangers", "Good to the Last Drop" |
| 1991      | Perry Mason: The Case of the Fatal Fashion | Lauren Jeffreys                           | Telefilm |
| 1991      | Locked Up: A Mother's Rage                 | Frances                                   | Telefilm |
| 1992      | Hearts Are Wild                            |                                           | Episodi: "Pilot" |
| 1992      | Empty Nest                                 | Sonya Phillips                            | Episodi: "The Boomerang Affair" |
| 1993      | The Legend of Prince Valiant               | Lady Morgana (veu)                        | 2 episodis: "A Light in the Dark", "The Gathering Storm" |
| 1992-1993 | Batman: The Animated Series                | Leslie Thompkins (veu)                    | 5 episodis: "Appointment in Crime Alley", "Perchance to Dream", "I Am the Night", "Blind as a Bat", "Paging the Crime Doctor" |

## Teatre
| Any  | Títol             | Paper                                                  | Notes                                                                                    |
| ---- | ----------------- | ------------------------------------------------------ | ---------------------------------------------------------------------------------------- |
| 1962 | Seidman and Son   | Doreen (Original) Laura Menken (Understudy - Original) | Belasco Theatre October 15, 1962 - April 20, 1963 (216 performances)                     |
| 1964 | Poor Bitos        | Victoire (Lucille Desmoulins) (Original)               | Cort Theatre November 14, 1964 - November 28, 1964 (17 performances)                     |
| 1965 | A Very Rich Woman | Miss Moran (Original)                                  | Belasco Theatre September 30,1965 - October 23, 1965 (28 performances + 12 performances) |

## Premis i nominacions
| Any  | Premi       | Categoria                                                   | Producció | Resultats |
| ---- | ----------- | ----------------------------------------------------------- | --------- | --------- |
| 1990 | Premis Emmy | Millor actriu secundària en una sèrie dramàtica             | L.A. Law  | Nominat   |
| 1991 | Premis Emmy | Millor actriu secundària en una sèrie dramàtica             | L.A. Law  | Nominat   |
| 1990 | Q Award     | Millor actriu secundària en una sèrie dramàtica de qualitat | L.A. Law  | Nominat   |
| 1991 | Q Award     | Millor actriu secundària en una sèrie dramàtica de qualitat | L.A. Law  | Nominat   |